# 朱利奧·卡契尼
朱利奧·羅莫洛·卡契尼（義大利語：Giulio Romolo Caccini；1551年10月8日—1618年12月10日），義大利作曲家及演唱家，活躍於巴洛克前期。卡契尼開創美聲唱法（bel canto），對義大利歌劇發展有巨大的影響。